# André Goffaerts
André Goffaerts (Leuven, 12 maart 1899 - Spa, 9 augustus 1947) was een Belgisch arts en chirurg. Hij was onder meer geneesheer-bestuurder van het Stedelijk Hospitaal van Aalst en hoofdchirurg van de O.L.V. Kliniek en het Stedelijk Ziekenhuis. Hij werd onderscheiden als oud-strijder in beide wereldoorlogen en als Officier in de Leopoldsorde.  
Na zijn geneeskundestudie volgde André Goffaerts een chirurgenopleiding. Op aanraden van de Aalsterse deken Coppieters vestigde hij zich in 1928 in Aalst als chirurg en plaatsvervanger van de inmiddels overleden Dr. Heffinck. Hij werkte tijdens de Tweede Wereldoorlog als Kapitein Commandant-chirurg in het legerhospitaal in het St. Jozefscollege in Aalst. Hij werkte daarna in  Torhout en De Panne waar hij op verzoek van koningin Elisabeth een hospitaal voor vluchtelingen oprichtte. Tijdens de Tweede Wereldoorlog werkte hij ook mee aan de herinrichting van de genees- en heelkundige afdeling van het hospitaal van Zottegem. Goffaerts stond bekend als chirurg. Hij was een van de eersten in de wereld om maagresectie toe te passen (wegsnijding bij maagboring). In België was hij pionier van de thorax-chirurgie, het verwijderen van (een deel van) de long bij tbc-patiënten. In zijn vrije tijd was Goffaerts een fervent paardrijder. Tijdens een vakantie in Spa kwam hij op 9 augustus 1947 om het leven door een val van zijn paard.  
In Aalst en Zottegem werd een straat naar hem vernoemd, net als (vanaf 1955 tot 1987) de Dokter Goffaertskliniek in Zottegem. 